# Martti Meinilä
Martti Henrikki Meinilä (ur. 10 listopada 1927 w Salli, zm. 2005) – fiński biathlonista. W 1959 roku wystartował na mistrzostwach świata w Courmayeur, zajmując czwarte miejsce w biegu indywidualnym i biegu drużynowym. W starcie indywidualnym walkę o podium przegrał ze Svenem Agge ze Szwecji. Brał również udział w igrzyskach olimpijskich w Squaw Valley w 1960 roku, zajmując ósme miejsce w biegu indywidualnym. Był to drugi wynik wśród reprezentantów Finlandii, po Anttim Tyrväinenie, który był drugi. Był to jedyne starty Meinili na międzynarodowych imprezach tej rangi. Nigdy nie wystąpił w zawodach Pucharu Świata.

## Osiągnięcia

### Igrzyska olimpijskie
| Rok  | Miejscowość  | Konkurencje | Konkurencje | Konkurencje | Konkurencje | Konkurencje | Konkurencje | Konkurencje |
| Rok  | Miejscowość  | IN          | SP          | PU          | MS          | RL          | MR          | SR          |
| ---- | ------------ | ----------- | ----------- | ----------- | ----------- | ----------- | ----------- | ----------- |
| 1960 | Squaw Valley | 8.          | nd.         | nd.         | nd.         | nd.         | nd.         | –           |

### Mistrzostwa świata
| Rok  | Miejscowość | Konkurencje | Konkurencje | Konkurencje | Konkurencje | Konkurencje | Konkurencje | Konkurencje |
| Rok  | Miejscowość | IN          | SP          | PU          | MS          | RL          | MR          | SR          |
| ---- | ----------- | ----------- | ----------- | ----------- | ----------- | ----------- | ----------- | ----------- |
| 1959 | Courmayeur  | 4.          | nd.         | nd.         | nd.         | 4.          | nd.         | –           |